# Despina Khatun
Teodora Gran Comnè, en grec medieval Θεοδώρα Μεγάλη Κομνηνή, coneguda com a Despina Khatun (en persa دسپینا خاتون, nom compost a partir del títol grec dèspota i el mongol Khatun i els dos signifiquen "dama, princesa, reina") va ser la filla de Joan IV de Trebisonda, i es va casar amb el dirigent dels Aq Qoyunlu, Uzun Hasan l'any 1458.
Joan IV va consentir el matrimoni perquè a la seva filla se li va permetre seguir amb la seva religió cristiana ortodoxa, una condició que Uzun Hasan va acceptar. Despina era famosa per la seva bellesa entre les dones romanes d'Orient. La van acompanyar un grup de sacerdots cristians ortodoxos i va poder construir esglésies ortodoxes a l'Iran. Uzun Hasan va enfortir amb aquest casament una aliança contra l'Imperi Otomà i es va guanyar el suport dels grecs, els armenis i els georgians.

## Primers anys
Teodora era filla de Joan IV, però no se sap ben bé qui era la seva mare, ja que no hi ha fonts primàries. Joan IV va tenir dues esposes, Bagrationi, una filla del rei Alexandre I de Geòrgia, i la filla d'un sultà turc amb qui es va casar pel novembre de 1437. La primera referència coneguda de Teodora és del febrer de 1451, quan el diplomàtic i historiador romà d'Orient Franza va arribar a Trebisonda buscant una esposa per l'emperador Constantí XI Paleòleg. Com que no se sap quina edat tenia en aquell moment, qualsevol de les dues dones de Joan IV podia ser la seva mare. L'any 1458 Teodora es casa amb Uzun Hasan, Kan de la tribu turcmana dels Aq Qoyunlu. El seu oncle David de Trebisonda li va fer importants regals.

## Matrimoni polític
En el moment del matrimoni, l'imperi del seu pare, Joan IV, tenia fortes amenaces. Constantinoble havia caigut en mans del sultà otomà Mehmet II el 1453. El 1456, Mehmet va ordenar al governador Xetir, ocupar Trebisonda. L'atac va fracassar, però Joan es va veure obligat a retre homenatge a Mehmet per evitar nous atacs. Mehmet anava ocupant gradualment les últimes possessions de l'Imperi Romà d'Orient a Morea, completant-ho amb la conquesta de Mistràs el 29 de maig de 1460. Una aliança amb la poderosa tribu dels Aq Qoyunlu, els més poderosos rivals dels otomans, semblava molt beneficiós.
Trebisonda i els Aq Qoyunlu havien cooperat abans, perquè ja hi havia hagut en el passat altres matrimonis polítics entre els dos. Una avantpassada de Teodora s'havia casat amb Kara Yülük Osman Bey, emir dels Aq Qoyunlu. Teodora era famosa per la seva bellesa. Un viatger venecià desconegut va escriure, "era l'opinió comú que no hi havia en aquell moment cap dona més bella, i per tota Pèrsia s'havia propagat la fama de del seu encant". Uzun Hasan va acceptar entusiasmat ser el protector de Trebisonda, i fer altres concessions a canvi de casar-se amb Teodora. La notícia que Teodora, princesa de Trebisonda s'havia casat amb el poderós Uzun Hasan va córrer per Occident, on es van crear històries sobre la princesa de Trebisonda.
Aquesta aliança no va ajudar el successor de Joan, el seu germà David de Trebisonda. Mehmet II, el governant otomà, va atacar la ciutat imperial de Trebisonda l'any 1461. Uzun Hasan va recolzar en un principi a David, però aviat va ser convençut pels otomans d'abandonar Trebisonda. Després d'assegurar la frontera oriental, Mehmet va atacar Trebisonda, que es va rendir el 15 d'agost de 1461.
Després de la caiguda de Trebisonda, David va quedar presoner al seu palau. El 1463, va intentar enviar una carta secreta a Teodora, però la carta va ser descoberta pels espies de Mehmet II. Això li va donar peu per desfer-se de David, ja que va considerar la carta una conspiració per recuperar Trebisonda amb l'ajut dels Aq Qoyunlu. David, els seus fills i el seu nebot van ser executats el novembre de 1463.
Encara que el seu oncle havia mort, Teodora va seguir influint en el seu marit sobre la seva política exterior. Segons Anthony Bryer, ella era la inspiradora de les proposicions diplomàtiques amb la República de Venècia dels anys 1465 i 1466, i les que es van fer amb Esteve III de Moldàvia el 1474. Quan el diplomàtic venecià Caterino Zenon va arribar a la cort d'Uzun Hasan l'any 1473, una de les primeres persones que va conèixer va ser Teodora. Sembla que Caterino Zenon podia haver estat nebot seu, i li va donar accés il·limitat al seu marit i a ella mateixa durant el temps que va ser allà. Franz Babinger afirma que va ser present a la Batalla d'Erzincan, i va instar al seu marit a perseguir l'exèrcit derrotat de Mehmet II per destruir-lo completament.
Després de la mort d'Uzun Hasan el 1478, no se'n va saber gaire més d'ella. Va ser enterrada a l'església de Sant Georgi a Diyarbakır, on un visitant italià va veure la seva tomba l'any 1507.

## Fills
Teodora va tenir diversos fills amb Uzun Hasan:
- Yakub, que sembla que va ser assassinat per una altra esposa d'Uzun Hasan poc després de la seva mort el 1478.
- Marta (o per altre nom Halima), que es va casar amb Haydar Sultan, xeic de l'orde sufí de l'Imperi Safàvida, l'any 1471 o 1472; Marta va ser la mare del primer xa (re de reis) de l'Iran, Ismaïl I, de la dinastia Safàvida, que va establir el Xiisme com a religió de l'estat.
- Dues filles més de nom desconegut, que es van reunir amb Caterino Zenon a Damasc, on es van entendre parlant en grec Pòntic.